# Konstantinos Konstantinou
Konsantinos Konstantinou (Grieks: Κωνσταντίνος Κωνσταντίνου) was een Grieks wielrenner. Hij nam deel aan de Olympische Zomerspelen van 1896 in Athene.
Konstantinou nam deel aan de 12-uren race, maar moest opgeven. Ook nam hij deel aan de wegwedstrijd van 87 kilometer, die van Athene naar Marathónas liep. Men weet niet hoeveelste hij werd, omdat niet duidelijk is welke positie de nummers vier t.e.m. zeven hadden. Hij eindigde wel zeker niet in de top drie.